# Synagoge Haldensleben

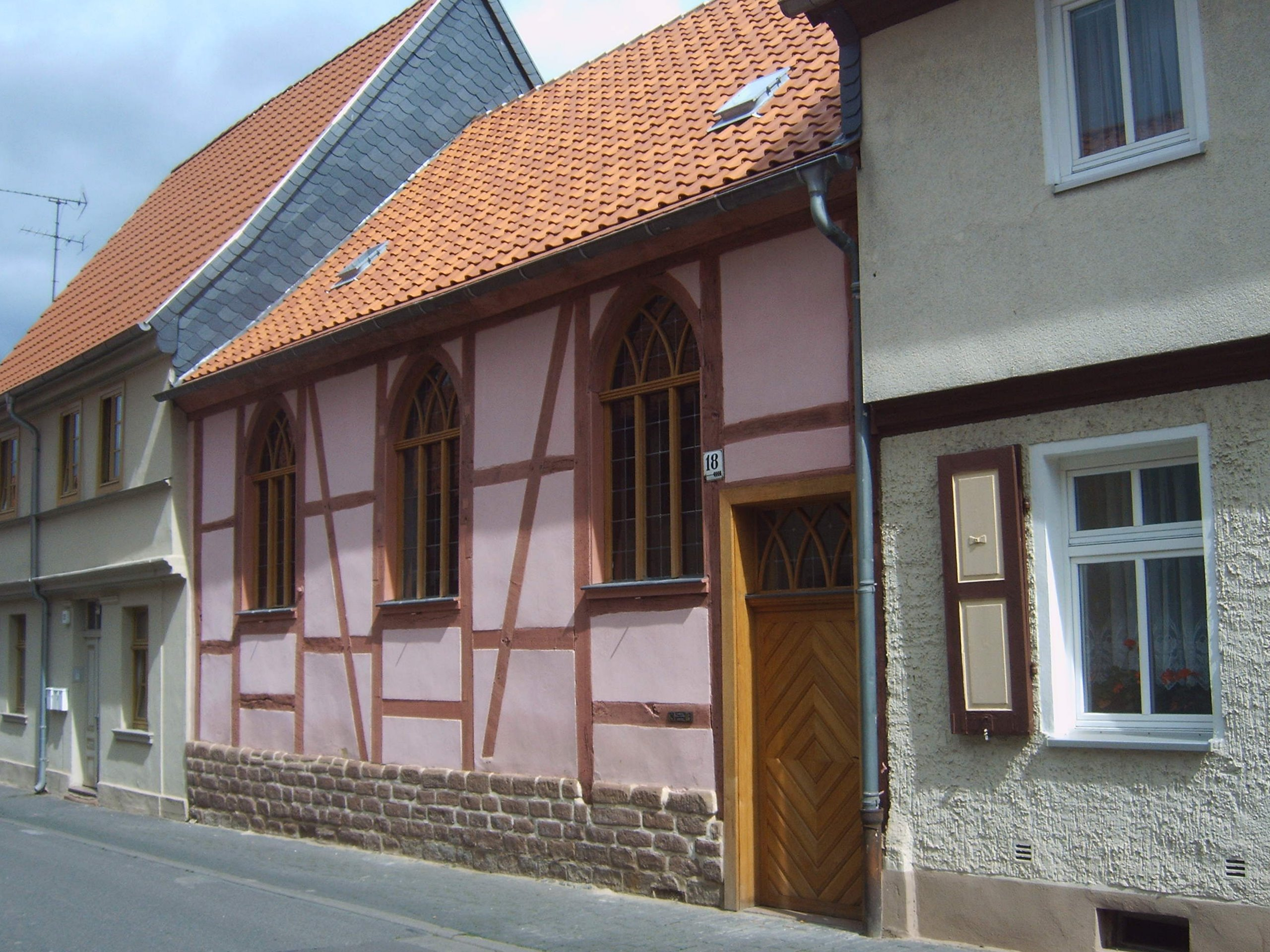
Ehemalige Synagoge in Haldensleben

Die Synagoge Haldensleben war die Synagoge der kleinen jüdischen Gemeinde der Stadt Haldensleben im heutigen Bundesland Sachsen-Anhalt. Heute wird das in der Steinstraße 18 stehende Gebäude als Haus der anderen Nachbarn des Museums Haldensleben genutzt.

## Architektur
Das 1822 erbaute Gebäude ist ein kleiner rechteckiger, innen flachgedeckter Saalbau mit Satteldach. Drei große als Spitzbogen gestaltete Fenster befinden sich an den Längsseiten.
Für eine Synagoge ist die gotisierende Gestaltung sehr ungewöhnlich. Insbesondere die Spitzbogenfenster nehmen scheinbar die Architektur des bis 1821 erbauten Turms der evangelischen Sankt-Marien-Kirche auf. Auch befindet sich die Synagoge in der Häuserflucht der Steinstraße. Synagogen wurden zuvor häufig eher in einer Hofsituation, abgeschirmt von der Straße, errichtet. Die Art des Baus wird als Zeichen der Integration, zumindest der Integrationsbereitschaft, der damaligen jüdischen Bürger Haldenslebens gewertet.

## Geschichte
Im Jahr 1808 erhielt Jacob Herz, genannt Friede, als erster Jude das Bürgerrecht der damaligen Stadt Neuhaldensleben. Bereits 1811 entstand nördlich der Stadt der Jüdische Friedhof Haldenslebens. In den folgenden Jahren stieg die Zahl der Bürger jüdischen Glaubens langsam an. 1816 werden drei jüdische Bürger in einer in einem Privathaus eingerichteten Synagoge vereidigt. 1821 war die jüdische Gemeinde auf 15 Mitglieder angewachsen. Man entschloss sich daher zum Bau einer Synagoge. Zu diesem Zweck wurde vom Zimmermeister Andreas Hesse das Grundstück Nr. 19 in der Neuhaldensleber Steinstraße erworben. Das Grundstück entspricht den heutigen Nummern 18 und 20.
Mit Genehmigung des Magistrats wurde die Synagoge dann 1822 errichtet und eingeweiht. Der Zugang zum Gotteshaus erfolgte durch das Wohnhaus von Westen her. Aus einem Vorraum bestand ein separater Zugang zur Frauenempore.
Das Wohnhaus sowie Hof und Garten wurden bereits 1832 wieder verkauft. Käufer war Andreas Wilke, ein Schäfer aus Süplingen. Der Zugang zur Synagoge erfolgte jedoch unverändert durch das verkaufte Wohnhaus.
Bautätigkeiten sind zumindest für das Jahr 1875 belegt. Die zu diesem Zeitpunkt aus 26 Mitgliedern bestehende Gemeinde beantragte Kies, um ein nicht mehr benutztes rituelles Bad (Mikwe) zu verfüllen. Es wird angenommen, dass auch weitere Baumaßnahmen, wie die Erhöhung der Frauenempore, in dieser Zeit erfolgten.
1907 zählte die jüdische Gemeinde der Stadt jedoch nur noch drei Mitglieder. Man entschloss sich, die Synagoge aufzugeben und verkaufte das Gebäude an Hermann Wilke, dem inzwischen das 1832 verkaufte Teilgrundstück gehörte. Wilke vermietete das Haus dann an die neuapostolische Gemeinde der Stadt. Es folgten Baumaßnahmen. So wurde der Eingang an seine heutige Stelle nach Osten verlegt. Der Raum des ehemaligen rituellen Bades dient als Flur. Die Empore wurde entfernt.
1953 kaufte die neuapostolische Gemeinde dann das Synagogengebäude. Neue Bauaktivitäten führten nicht mehr zu nennenswerten Veränderungen am Gebäude.
Der bauliche Zustand des Gebäudes hatte sich deutlich verschlechtert. Die neuapostolische Gemeinde bezog im Jahr 2002 ein neues Gebäude. Die ehemalige Synagoge wurde an den Ohrekreis übertragen. Der Ohrekreis unterstellte das Gebäude dem Museum Haldensleben. Es folgte eine umfangreiche denkmalgerechte Sanierung.
Am 17. April 2007 wurde die ehemalige Synagoge als Haus der anderen Nachbarn wiedereröffnet.

## Haus der anderen Nachbarn
Die ehemalige Synagoge dient nun der musealen Bildungsarbeit. Entsprechend der Geschichte des Hauses sollen interkulturelle und interreligiöse Zusammenhänge dargestellt werden. Hauptzielgruppe sind Schüler und Heranwachsende. Sie sollen über Menschen anderer Religionen und anderer Herkunft informiert werden, die in Haldensleben lebten oder leben. Insbesondere im Rahmen des Schulunterrichts sollen religionskundliche, regionalgeschichtliche und aktuelle Themen behandelt werden.

## Innenausstattung
Ein in Form eines Ölbaumes gestalteter Leuchter ist erst mit der Entstehung des Museums hierher gelangt. Die Zweige des Ölbaums sind dabei ein Sinnbild für das friedliche Zusammenleben der Menschen.
Im Gebäude wurden mehrere große Holzkisten aufgestellt, die für die unterschiedlichen Religionen oder Gruppen typische Gegenstände enthalten.
Im Rahmen der Restaurierung wurden Reste der ursprünglichen Wandmalerei der Synagoge wieder sichtbar gemacht. Auch ein gemaltes Kreuz aus der Zeit der Nutzung durch die neuapostolische Gemeinde ist erhalten. Weiterhin sind Modelle des Gebäudes aus der Zeit als Synagoge und als neuapostolisches Gemeindezentrum zu sehen.